# Gallagher (ståuppkomiker)
Leo Anthony Gallagher, Jr., mer känd under sitt publika namn Gallagher, född 24 juli 1946 på Fort Bragg i North Carolina, död 11 november 2022 i Palm Springs, Kalifornien, var en amerikansk ståuppkomiker och skådespelare.